# Отинія (станція)
Оти́нія (також, Отиня) — проміжна залізнична станція Івано-Франківської дирекції Львівської залізниці на неелектрифікованій лінії Хриплин — Коломия між станціями Марківці (10 км) та Коршів (16,5 км). Розташована в однойменному селищі Коломийського району Івано-Франківської області.

## Історія
Станція відкрита 1866 року.

## Пасажирське сполучення
На станції зупиняються приміські поїзди сполученням Івано-Франківськ — Коломия.